# Catedral de Lleó
La Catedral de Lleó és coneguda popularment com la «Pulchra leonina». Fou edificada en un indret estratègic de la ciutat, és una obra mestra dels començaments del gòtic espanyol. Construïda bàsicament entre mitjans del segle xiii i finals del segle xiv, aquest edifici gòtic molt homogeni és l'única catedral d'Espanya que va adoptar el gust francès per les naus altes, allargades i àmpliament il·luminades.

## Història

### Època Romana
Originàriament, sota l'actual ubicació de la catedral, la Legió VII Gemina havia construït termes i altres edificis públics. Recentment s'hi han descobert algunes d'aquestes restes romanes, junt a la façana sud.

### La Reconquesta
Amb la reconquesta cristiana, es convertiren en palau reial. L'any 916 el rei Ordoni II, va vèncer els àrabs en la batalla de Sant Esteve de Gormaz. Com a senyal d'agraïment a Déu per la victòria, cedí una cosa.
L'any 924 acull les restes del rei Ordoni II, mort a Zamora. El temple estava custodiat per monjos de l'orde de Sant Benet, i e que l'estructura fos similar a la de tants altres existents durant l'època mossàrab lleonesa.
Les cròniques ens parlen del pas d'Almansor per aquestes terres a finals del primer mil·lenni, devastant la ciutat i destruint els seus temples. No obstant això, sembla que els danys ocasionats a la catedral haugeren ser immediatament reparats, ja que l'any 999 hi fou coronat, el rei Alfons V. Després d'una successió de revoltes polítiques i de dures empreses bèl·liques, cap a l'any 1067 l'estat de la Catedral era de molta misèria. Això va moure al rei Ferran I de Castella, qui, després de traslladar les restes de Sant Isidor a Lleó, «es bolcà en favors a la catedral». Amb aquest rei s'inicià una època pacífica, recollint grans triomfs en l'expansió del regne cristià. Era el moment del romànic d'Isidor.

### Època Romànica
Amb l'ajuda de la princesa Urraca, germana del rei, s'inicia la construcció d'una segona catedral, acord amb les aspiracions religioses d'estil romànic. Ocupava la seu episcopal Pelayo II. Encara que en el seu inici era romànica, el seu estil fou fonamentalment gòtic, construïda amb totxo i amb tres naus acabades en àbsides semicirculars, dedicat el central a santa Maria, com en l'església anterior. Encara que estigués feta dins dels corrents internacionals, contemplant el que ha sobreviscut, podem veure que tenia el seu caràcter autòcton, emprant encara l'arc de farratge, almenys com a forma decorativa. L'edifici fou consagrat el 10 de novembre de l'any 1073.
Aquesta catedral es mantingué dreta fins a finals del segle següent. Quan accedeix al tron l'últim rei de Lleó, Alfons IX, en la ciutat i en el regne hi ha un important canvi social, de creativitat artística i cultural.

### Època Gòtica

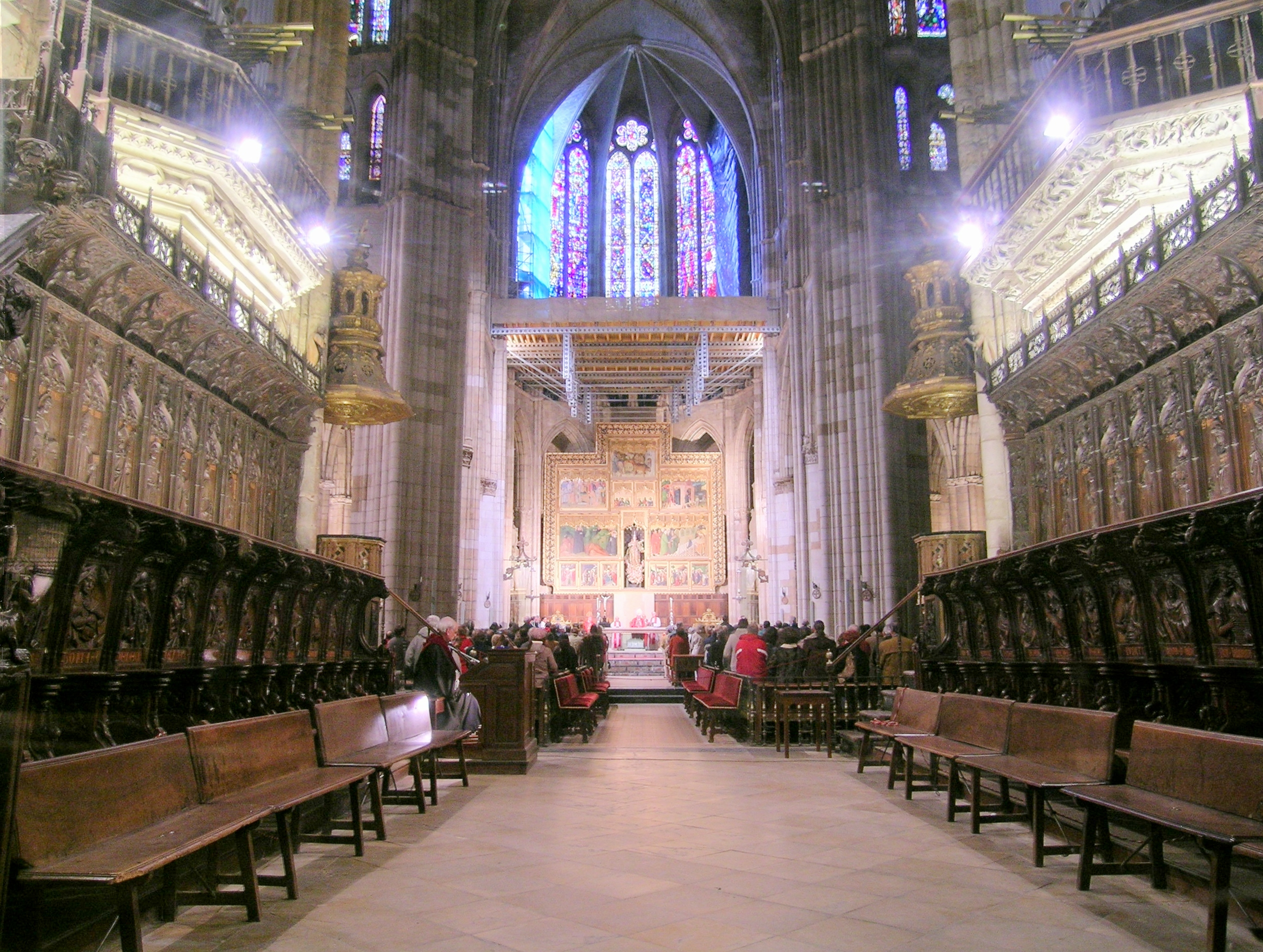
Interior de la Catedral de Lleó.

La construcció de la tercera catedral s'inicia l'any 1205 i la seva estructura principal finalitza l'any 1301, la torre sur no s'acabaria de construir fins al segle xv. Gran part del solar s'assenta sobre restes romanes del segle ii, el que dificultà la bona cimentació dels pilars. L'acumulació d'humitats i la filtració d'aigües provocà greus inconvenients als mestres. Per altra banda, la majoria dels fonaments de la catedral són de pedra de mala qualitat, de tipus calcari, amb poca resistència front els agents atmosfèrics. A més, la subtilitat del seu estil és un desafiament a la física; els nombrosos suports són summament fràgils, de manera que diversos arquitectes de l'època posaren en dubte que el projecte pogués mantenir-se dret.
L'any 1631 s'enfonsa part de la nau central. Juan Naveda, arquitecte de Felip IV de Castella, cobrí el creuer amb una gran cúpula, trencant amb l'estil gòtic.
Per Lleó foren desfilant grans arquitectes, com Giacomo de Pavía, mentre els mals seguien agreujant-se. El terratrèmol de Lisboa de l'any 1755 va fer tremolar tot l'edifici, afectant de manera especial als vitralls. L'any 1830 augmentaren els despreniments de pedres, i per salvar-lo, Sánchez Pertejo reforçà als contraforts de tota la façana.